# Damián Díaz
Damián Rodrigo „Kitu” Díaz (ur. 1 maja 1986 w Rosario) – ekwadorski piłkarz pochodzenia argentyńskiego występujący na pozycji ofensywnego pomocnika, reprezentant Ekwadoru, od 2024 roku zawodnik argentyńskiego Banfield.
W styczniu 2017 otrzymał ekwadorskie obywatelstwo.